# Noachidische Gebote

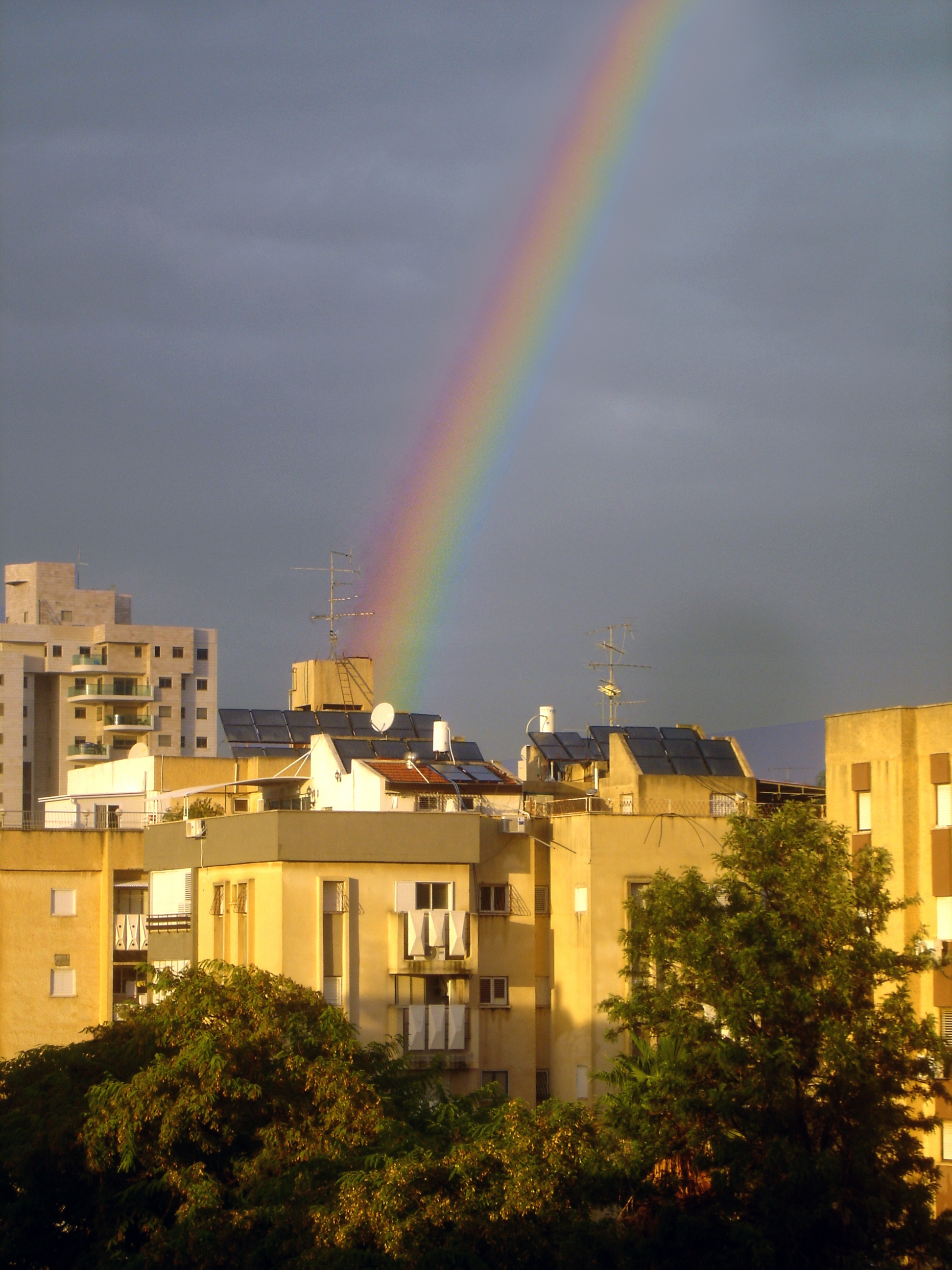
Der Regenbogen ist das Symbol des Bundes zwischen Noach und JHWH.

Als Noachidische Gebote (auch Noachitische Gebote und veraltet Noachische Gebote) werden im Judentum sieben Gebote bezeichnet, die für alle Menschen Geltung haben sollen. Nichtjuden, die diese einhalten, können als Zaddik („Gerechte“) „Anteil an der kommenden Welt“ erhalten, weswegen das Judentum keine Notwendigkeit der Mission Andersglaubender lehrt.
Der Noahidismus geht zurück auf die Tradition von Noach in der Tora und Auslegungen im Talmud.
Als Rückübersetzung aus dem Englischen wird teilweise auch von Noachidischen Gesetzen gesprochen. Da sich der Begriff jedoch aus dem hebräischen Mitzwa („Gebot“) ableitet, hat sich dies in der deutschsprachigen Literatur nicht durchgesetzt.

## Etymologie
Noach lebte nach biblischer Überlieferung (Gen 5 ) in der zehnten Generation nach Adam. Er, seine Frau, seine drei Söhne und deren Frauen waren nach der Überlieferung in Gen 8,15–22  die einzigen Überlebenden der Sintflut, womit sie zu Stammeltern der gesamten Menschheit wurden.

## Die Gebote
Nach rabbinischer Auslegung waren zuerst sechs bereits seit Adam, dem ersten Menschen, geltende Anweisungen JHWHs bekannt: das Verbot des Götzendienstes, das Verbot der Gotteslästerung, das Gebot der Schaffung von Gerichtshöfen, das Verbot zu morden, das Verbot des Ehebruchs, das Verbot des Raubens.
Gemäß der Bibel wurde es den Menschen nach der Sintflut gestattet, Fleisch zu essen. Damit kam das Gebot hinzu, kein Blut zu essen: „Nur Fleisch, in dem noch Blut ist, dürft ihr nicht essen“ (Gen 9,4 ).

### Die Noachidischen Gebote
Nach rabbinischer Auffassung gelten alle Bestimmungen der Tora ausschließlich für Angehörige des jüdischen Volkes – in diesem Zusammenhang wird auch vom „Joch der Tora“ gesprochen. Alle anderen Menschen hätten nur eine geringe Anzahl grundsätzlicher Regeln zu befolgen, die menschliches Zusammenleben ermöglichen. Gemäß dem Talmud gelten die Noachidischen Gebote als allgemeines religiöses und ethisches Recht für alle Menschen, unabhängig von jeder Religion oder staatlichen Ordnung.
Eine Liste der sieben Noachidischen Gebote findet sich im Talmudtraktat Sanhedrin 13, aber auch in der Tora werden sie teils genannt und teils angedeutet (Gen 9,1–13 ).
Im Talmudtraktat Sanhedrin 56a/b werden die folgenden sieben noachidischen Gebote definiert:
- Verbot von Mord
- Verbot von Diebstahl
- Verbot von Götzenanbetung
- Verbot von Unzucht
- Verbot, das Fleisch eines lebenden Tieres zu essen[4][5]
- Verbot der Gotteslästerung
- Einführung von Gerichten als Ausdruck der Wahrung des Rechtsprinzips

Im Judentum wird jeder, der diese sieben Noachidischen Gebote akzeptiert und sich an sie hält, als Zaddik (Gerechter/Rechtschaffener) angesehen – es bedarf dazu keines besonderen Rituals. Die Organisation von Menschen, die diesen Weg bewusst gewählt haben, bezeichnet sich selbst als B'nei Noach „Kinder Noachs“. Lokale Verbände dieser Organisation gibt es in vielen Ländern.

### Der Bund Gottes mit Noach
In der biblischen Flutgeschichte wird erstmals von einem Bund gesprochen, den Gott Noach vor der Flut verheißt (Gen 6,18 ) und nach der Flut erfüllt (Gen 9,9 ). Dieser Bund fasst die sieben „noachidischen Gebote“ Gottes in den Rahmen einer rechtlichen Beziehung zwischen Gott und den Menschen. Die rabbinische Tradition geht davon aus, dass die sieben Gebote des Bundes auch für die Kinder Noachs galten und damit für die ganze Menschheit (Gen 9,19 ). Innerhalb dieses vertraglich „geschnittenen“ Bundes kann nun erst von Geboten gesprochen werden. Deshalb wurden die sieben Gebote die „noachidischen Gebote“ genannt, obwohl sechs davon schon seit Adam, vor der Flutgeschichte, bekannt waren.

### Der Regenbogen
Noach galt als ein „gerechter, untadeliger Mann“ (Gen 6,9 ). Die Zeiten, in denen er vor der Flut lebte, werden als verderbt gekennzeichnet (Gen 6,11 ). Nachdem Noach Gott für seine Rettung ein Dankopfer dargebracht hat, trifft dieser mit ihm eine Vereinbarung: Es soll keine weitere Flut dieses Ausmaßes mehr über die Erde kommen – aber Noach und seine Nachkommen sollen sich an einige Regeln halten. Als Zeichen dieses Bündnisses steht der Regenbogen.

### Heiden
Die jüdische Tradition fordert also, dass jeder Mensch ein Mindestmaß an religiösen und rechtlichen Regeln zu beachten hat. Von den rabbinischen Listen mit wenigen Geboten für alle Nicht-Juden ausgehend, wurden drei Klassen von Heiden abgeleitet:
- der Nochri hält die noachidischen Gebote nicht ein,
- der Ben Noach hält die noachidischen Gebote ein,
- der Ger Toschaw hat vor einem öffentlichen Gerichtshof erklärt, dass er die Noachidischen Gebote einhalten wird. Er darf als Fremder im Heiligen Land wohnen.

### Die kommende Welt
Der Glaube an eine Kommende Welt (Olam Haba) bzw. an eine Welt des ewigen Lebens ist ein Grundprinzip des Judentums. Dieser jüdische Glaube ist von dem christlichen Glauben an das Ewige Leben fundamental unterschieden. Die jüdische Lehre spricht niemandem das Heil dieser kommenden Welt ab, droht aber auch nicht mit Höllenstrafen im Jenseits. Juden glauben, dass allen Menschen ein Anteil der kommenden Welt zuteilwerden kann. Es gibt zwar viele Vorstellungen der kommenden Welt, aber keine kanonische Festlegung ihrer Beschaffenheit; d. h., das Judentum kennt keine eindeutige Antwort darauf, was nach dem Tod mit uns geschieht. Die Frage nach dem Leben nach dem Tod wird auch als weniger wesentlich angesehen, als Fragen, die das Leben des Menschen auf Erden und in der Gesellschaft betreffen. Vor allem im Buch Daniel, das von manchen als das jüngste Buch des Tanach angesehen wird, findet sich die Lehre über das ewige Leben bei Gott: „Viele, die unter der Erde schlafen liegen, werden aufwachen, die einen zum ewigen Leben, die andern zu ewiger Schmach und Schande“ (Dan 12,2 ).
Der jüdische Glaube an eine kommende Welt bedeutet nicht, dass Menschen, die nie von der Tora gehört haben, böse oder sonst minderwertige Menschen sind. Das Judentum lehrt den Glauben, dass alle Menschen mit Gott verbunden sind. Es gibt im Judentum daher keinen Grund, zu missionieren. Das Judentum lehrt auch, dass alle Menschen sich darin gleichen, dass sie weder prinzipiell gut noch böse sind, sondern eine Neigung zum Guten wie zum Bösen haben. Während des irdischen Lebens sollte sich der Mensch immer wieder für das Gute entscheiden.

## Jüdisches Selbstverständnis
Nach einer jüdischen Lehrerzählung (Midrasch) hat Gott seine Tora einmal allen Völkern angeboten. Zur Belohnung sollte das annehmende Volk sein „besonderes Eigentum“ und „heiliges Volk“ (Ex 19,5 ) sein. Alle Völker lehnten wegen der in der Tora formulierten Forderungen dieses Ansinnen als zu „unmenschlich“, zu „anstrengend“ und „unerfüllbar“ ab. Als Gott zum jüdischen Volk kam, sagte dieses sofort zu – aus Liebe zu und Ehrfurcht vor Gott.
Den übrigen Völkern wurden daher lediglich die noachidischen Gebote auferlegt, während das jüdische Volk das weitergehende „Joch der Mitzwot“ (hebräisch Mitzwa ‚Gebot‘) auf sich nahm. Nach der Überlieferung bestehen diese Mitzwot aus 613 Ge- und Verboten.